# فواز المقاطی
فواز المقاطی (عربی: فواز المغاطي؛ زادهٔ ۲ مارس ۱۹۸۷) یک ورزشکار اهل عربستان سعودی است.
از باشگاه‌هایی که در آن بازی کرده‌است می‌توان به باشگاه فوتبال الاهلی عربستان سعودی، باشگاه فوتبال نجران عربستان سعودی، باشگاه فوتبال الحزم عربستان سعودی، و باشگاه فوتبال القادسیه عربستان سعودی اشاره کرد.